# Ormiscodes antonia
Ormiscodes antonia är en fjärilsart som beskrevs av Paul Dognin 1911. Ormiscodes antonia ingår i släktet Ormiscodes och familjen påfågelsspinnare. Inga underarter finns listade i Catalogue of Life.